# Töiholma
Töiholma är en ö i Finland. Den ligger i Finska viken och i kommunen Pyttis i den ekonomiska regionen  Kotka-Fredrikshamn i landskapet Kymmenedalen, i den södra delen av landet. Ön ligger omkring 11 kilometer väster om Kotka och omkring 100 kilometer öster om Helsingfors.
Öns area är 6 hektar och dess största längd är 490 meter i sydväst-nordöstlig riktning.